# Кіколи (Мазовецьке воєводство)
Кіколи (пол. Kikoły) — село в Польщі, у гміні Помехувек Новодворського повіту Мазовецького воєводства.
Населення — 220 осіб (2011).
У 1975—1998 роках село належало до Варшавського воєводства.

## Демографія
Демографічна структура станом на 31 березня 2011 року:
|          | Загалом | Допрацездатний вік | Працездатний вік | Постпрацездатний вік |
| -------- | ------- | ------------------ | ---------------- | -------------------- |
| Чоловіки | 106     | 13                 | 78               | 15                   |
| Жінки    | 114     | 19                 | 69               | 26                   |
| Разом    | 220     | 32                 | 147              | 41                   |